# إلياس طراد
إلياس جرجس طراد (1859 - 7 يونيو 1913) لغوي ومترجم وشاعر عثماني لبناني. ولد في بيروت، ودرس في المدرسة الوطنية البستانية. ثم عمل معلمًا ومحاميًا، فصار عضوًا في محكمتي البداية والاستئناف. دخل الجمعية العلمية السورية، وساعد الجمعيات الخيرية، وخطب في النوادي الوطنية. نشر أعماله في صحف العربية، شعرًا ومسرحيات، وقد ترجم الكثير إلى العربية من الإنكليزية، وإليها من العربية. جمع أعماله جرجي نقولا باز في مجلد ضخم ونشره سنة بعد وفاته. 

## سيرته
ولد إلياس جرجس طراد سنة 1859 ولد في بيروت ونشأ بها. درس في المدرسة الوطنية البستانية. دخل التعليم والمحاماة كالمهنة، وكان عضوًا في محكمتي البداية والاستئناف، ودخل الجمعية العلمية السورية. ساعد الجمعيات الخيرية، وله مشاركات خطابية في النوادي الوطنية.
توفي طراد يوم 7 يونيو 1913.

## مهنته الأدبية
قام جرجي نقولا باز بجمع مؤلفاته في مجلد ضخم قدّم له بسيرة حياته، وضمنه أشعاره، ونشره سنة 1914 بعنوان «كتاب الياس جرجس طراد:آله، سيرته، مآثره». قام بتعريب عدة روايات تمثيلية وفصول عديدة في القوانين والأنظمة، وفي السياسة والعمران، ونشرها في صحف. صنّف معجمًا في اللغتين الإنجليزية والعربية، وله أرجوزتان في الفرائض والجزاء. «ما توافر من إنتاجه إنما هي أبيات تغلب عليها الحكمة، وخلاصات استنتاجية في الحياة وتجاربها.» 